# Ragnar Hoen
Ragnar Harald Hoen (* 5. Oktober 1940 in Oslo; † 6. Juli 2019) war ein norwegischer Schachspieler und -trainer.

## Leben
Ragnar Hoen wuchs im Osloer Stadtteil Grünerløkka auf. Beruflich war er im Vorstand von Tidemanns Tobakk im Osloer Stadtviertel Ensjø. Er hatte eine Schachspalte in der norwegischen konservativen Tageszeitung Vårt Land und hat auch für das Mitteilungsblatt des Norwegischen Schachbundes geschrieben, das Norsk Sjakkblad. Er war unter dem Spitznamen „Der alte Blaufuchs“ bekannt, damit ist einerseits respektvoll seine 60-jährige Schachkarriere gemeint, anderseits spielt es auf seine konservativen politischen Ansichten an, die er wiederholt von sich gab (die Farbe der konservativen norwegischen Partei Høyre ist blau).
Der norwegische Hochspringer und Europameister Steinar Hoen ist sein Neffe.

## Erfolge
Die norwegische Einzelmeisterschaft gewann er drei Mal: 1963 in Moss, 1978 Risør und 1981 in Kirkenes. Bei der Meisterschaft 1981 war er punktgleich mit drei anderen Spielern, war aber der einzige, der einen Rückkampf akzeptierte und gewann so die Meisterschaft. Die nordische Einzelmeisterschaft konnte er 1967 im finnischen Hanko gewinnen. Die norwegische Meisterschaft im Blitzschach gewann er 1980 und 1981. Die norwegische Ü60-Meisterschaft gewann er zwischen 2002 und 2007 sechs Mal in Folge, wobei er bei acht Starts in den Seniorenmeisterschaften in den 2000er Jahren keine einzige Partie verlor.
Vereinsschach spielte Hoen seit seinem 15. Lebensjahr für die Oslo Schakselskap, mit der er 17 Mal die norwegische Mannschaftsmeisterschaft gewann.
Für die norwegische Nationalmannschaft nahm Hoen an allen zwölf Schacholympiaden zwischen 1960 und 1982 teil, wobei er jedoch nie am Spitzenbrett spielte. Bei fünf weiteren Schacholympiaden war er Mannschaftskapitän. In 159 Partien bei Olympiaden hatte er ein positives Ergebnis von 51 Siegen bei 44 Niederlagen und 64 remis. Sein bestes individuelles Ergebnis bei einer Olympiade hatte er 1962 in Warna, als er zehn Punkte in 16 Partien erzielte. 1966 in Havanna bezwang Norwegen mit seiner Hilfe (er gewann gegen William Addison und Terje Wibe gegen Nicolas Rossolimo) die Vereinigten Staaten mit 2,5 zu 1,5, was die Finalteilnahme sicherte. Außerdem nahm er mit Norwegen an der Mannschaftseuropameisterschaft 1989 teil und spielte bei fünf Nordic Cups: 1970 am Spitzenbrett, sowie 1972, 1977, 1985 und 1987. Den Nordic Cup 1987 im polnischen Słupsk konnte Norwegen mit Berge Østenstad am Spitzen- und Hoen am vierten Brett gewinnen.
Ragnar Hoen trug seit 1980 den Titel FIDE-Meister. Seine letzte Elo-gewertete Turnierpartie spielte er im Juli 2012 bei der norwegischen Seniorenmeisterschaft in Sandefjord.